# New Boston (Ohio)
New Boston és una població dels Estats Units a l'estat d'Ohio. Segons el cens del 2000 tenia 2.340 habitants.

## Demografia
Segons el cens del 2000, New Boston tenia 2.340 habitants, 1.106 habitatges, i 572 famílies. La densitat de població era de 813,9 habitants per km².
Dels 1.106 habitatges en un 24,4% hi vivien nens de menys de 18 anys, en un 29% hi vivien parelles casades, en un 19,9% dones solteres, i en un 48,2% no eren unitats familiars. En el 44,1% dels habitatges hi vivien persones soles el 24,3% de les quals corresponia a persones de 65 anys o més que vivien soles. El nombre mitjà de persones vivint en cada habitatge era de 2,06 i el nombre mitjà de persones que vivien en cada família era de 2,87.
Per edats la població es repartia de la següent manera: un 23,4% tenia menys de 18 anys, un 9,9% entre 18 i 24, un 23,3% entre 25 i 44, un 21,9% de 45 a 60 i un 21,5% 65 anys o més.
L'edat mediana era de 39 anys. Per cada 100 dones de 18 o més anys hi havia 62,9 homes.
La renda mediana per habitatge era de 15.861 $ i la renda mediana per família de 25.036 $. Els homes tenien una renda mediana de 23.158 $ mentre que les dones 19.044 $. La renda per capita de la població era de 13.810 $. Aproximadament el 28,2% de les famílies i el 32,2% de la població estaven per davall del llindar de pobresa.

## Poblacions més properes
El següent diagrama mostra les poblacions més properes.